# Meridiano 149 W
O meridiano 149 W é um meridiano que, partindo do Polo Norte, atravessa o Oceano Ártico, América do Norte, Oceano Pacífico, Oceano Antártico, Antártida e chega ao Polo Sul. Forma um círculo máximo com o Meridiano 31 E.
Começando no Polo Norte, o meridiano 149º Oeste tem os seguintes cruzamentos:
| País, território ou mar | Notas                                            |
| ----------------------- | ------------------------------------------------ |
| Oceano Ártico           |                                                  |
| Mar de Beaufort         |                                                  |
| Estados Unidos          | Alasca                                           |
| Oceano Pacífico         | Passa a leste da ilha Tahiti, Polinésia Francesa |
| Oceano Antártico        |                                                  |
| Antártida               | território não reivindicado                      |